# Пол Ваєтт
Пол Ваєтт (англ. Paul Wyatt, 27 лютого 1907 — 15 грудня 1970) — американський плавець.
Призер Олімпійських Ігор 1924, 1928 років.